# Józef Nazarewicz
Józef Nazarewicz (ur. 19 marca 1895 w Zwierzyńcu, zm. wiosną 1940 w Katyniu) – polski legionista, uczestnik I wojny światowej i wojny polsko-bolszewickiej, urzędnik oraz porucznik kawalerii rezerwy Wojska Polskiego, ofiara zbrodni katyńskiej.

## Życiorys
Urodził się 19 marca 1895 w Zwierzyńcu w powiecie zamojskim jako syn Teodora i Marii z Kowalskich. Jako żołnierz Legionów uczestniczył w I wojnie światowej. Następnie walczył w wojnie polsko-bolszewickiej. Na stopień podporucznika został mianowany ze starszeństwem z 1 lipca 1925 i 69. lokatą w korpusie oficerów rezerwy kawalerii. Posiadał przydział w rezerwie do 12 pułku ułanów w Białokrynicy. W 1931 odbył ćwiczenia w Centralnej Szkole Strzelniczej w Toruniu. Później pracował jako urzędnik w Komendzie Wojewódzkiej Policji Państwowej w Lublinie. Na stopień porucznika rezerwy został mianowany ze starszeństwem z 19 marca 1939 i 53. lokatą w korpusie oficerów kawalerii.
Przebywał w obozie jenieckim NKWD w Kozielsku. Został zamordowany przez NKWD wiosną 1940 w lesie katyńskim, gdzie od 28 lipca 2000 mieści się oficjalnie Polski Cmentarz Wojenny w Katyniu.
Józef Nazarewicz był żonaty z Heleną z Wojeńskich, z którą miał córkę Annę i syna Zbigniewa.
5 października 2007 minister obrony narodowej Aleksander Szczygło mianował go pośmiertnie na stopień kapitana. Awans został ogłoszony 9 listopada 2007 w Warszawie, w trakcie uroczystości „Katyń Pamiętamy – Uczcijmy Pamięć Bohaterów”.

## Ordery i odznaczenia
- Krzyż Niepodległości – 2 sierpnia 1931 „za pracę w dziele odzyskania niepodległości”[8]
- Krzyż Walecznych
- Krzyż Kampanii Wrześniowej – pośmiertnie 1 stycznia 1986[9]